# Julien Bill
Julien Bill (2 mei 1983) is een Zwitsers voormalig motorcrosser. Hij werd op een Honda in 2011 wereldkampioen in de MX3. 
Bill reed tussen 2004 en 2010 met weinig succes in de MX1. In 2011 maakte hij de overstap naar de MX3 waar hij direct het kampioenschap won. In 2012 en 2013 reed hij nog enkele wedstrijden in de MX3 maar geen volledig seizoen meer. Hij richtte zich op de Zwitserse MX Masters. Hij won in totaal 12 titels in diverse Zwitserse klassen.